# Nathan Pond
Nathan Lewis Pond (Preston, 5 gennaio 1985) è un calciatore montserratiano con cittadinanza britannica, difensore del Fleetwood Town e della nazionale montserratiana.

## Carriera

### Nazionale
Pond è stato convocato dalla nazionale di Montserrat nell'ottobre del 2019 e ha esordito il 13 ottobre, disputando l'intera partita contro El Salvador. Ha segnato il suo primo gol in nazionale nella vittoria per 1-0 contro Saint Lucia, risultato che ha garantito a Montserrat l'accesso ai play-off per la CONCACAF Gold Cup 2021.

## Statistiche

### Presenze e reti nei club
Statistiche aggiornate al 22 novembre 2020.
| Stagione              | Squadra               | Campionato            | Campionato | Campionato | Coppe nazionali | Coppe nazionali | Coppe nazionali | Coppe continentali | Coppe continentali | Coppe continentali | Altre coppe | Altre coppe | Altre coppe | Totale | Totale |
| Stagione              | Squadra               | Comp                  | Pres       | Reti       | Comp            | Pres            | Reti            | Comp               | Pres               | Reti               | Comp        | Pres        | Reti        | Pres   | Reti   |
| --------------------- | --------------------- | --------------------- | ---------- | ---------- | --------------- | --------------- | --------------- | ------------------ | ------------------ | ------------------ | ----------- | ----------- | ----------- | ------ | ------ |
| 2006-2007             | Fleetwood Town        | NPL                   | ?          | ?          | FACup           | 1               | 0               | -                  | -                  | -                  | -           | -           | -           | 1+     | 0+     |
| 2007-2008             | Fleetwood Town        | NPL                   | ?          | ?          | FACup           | 0               | 0               | -                  | -                  | -                  | -           | -           | -           | 0+     | 0+     |
| 2008-2009             | Fleetwood Town        | NLN                   | ?          | ?          | FACup           | 2               | 0               | -                  | -                  | -                  | -           | -           | -           | 2+     | 0+     |
| 2009-2010             | Fleetwood Town        | NLN                   | ?          | ?          | FACup           | 1               | 0               | -                  | -                  | -                  | -           | -           | -           | 1+     | 0+     |
| 2010-2011             | Fleetwood Town        | NL                    | 23         | 2          | FACup           | 1               | 0               | -                  | -                  | -                  | -           | -           | -           | 24     | 2      |
| 2011-2012             | Fleetwood Town        | NL                    | 34         | 1          | FACup           | 4               | 0               | -                  | -                  | -                  | -           | -           | -           | 38     | 1      |
| 2012-gen. 2013        | Grimsby Town          | NL                    | 26         | 0          | FACup           | 5               | 0               | -                  | -                  | -                  | -           | -           | -           | 31     | 0      |
| gen.-giu. 2013        | Fleetwood Town        | FL2                   | 12         | 0          | FACup+CdL       | 0+0             | 0               | -                  | -                  | -                  | FLT         | 0           | 0           | 12     | 0      |
| 2013-2014             | Fleetwood Town        | FL2                   | 41+3       | 1+0        | FACup+CdL       | 2+0             | 0               | -                  | -                  | -                  | FLT         | 5           | 1           | 51     | 2      |
| 2014-2015             | Fleetwood Town        | FL1                   | 27         | 1          | FACup+CdL       | 1+1             | 0               | -                  | -                  | -                  | FLT         | 0           | 0           | 29     | 1      |
| 2015-2016             | Fleetwood Town        | FL1                   | 21         | 0          | FACup+CdL       | 1+0             | 0               | -                  | -                  | -                  | FLT         | 4           | 0           | 26     | 0      |
| 2016-2017             | Fleetwood Town        | FL1                   | 32         | 0          | FACup+CdL       | 5+1             | 0               | -                  | -                  | -                  | FLT         | 1           | 0           | 39     | 0      |
| 2017-2018             | Fleetwood Town        | FL1                   | 30         | 0          | FACup+CdL       | 4+0             | 0               | -                  | -                  | -                  | FLT         | 2           | 0           | 36     | 0      |
| Totale Fleetwood Town | Totale Fleetwood Town | Totale Fleetwood Town | 220+3 +    | 5+0 +      |                 | 24+             | 0+              |                    | -                  | -                  |             | 12          | 1           | 259+   | 6+     |
| 2018-2019             | Salford City          | NL                    | 43         | 2          | FACup           | 5               | 0               | -                  | -                  | -                  | -           | -           | -           | 48     | 2      |
| 2019-2020             | Salford City          | FL2                   | 22         | 0          | FACup+CdL       | 1+1             | 0               | -                  | -                  | -                  | FLT         | 3           | 0           | 27     | 0      |
| Totale Salford City   | Totale Salford City   | Totale Salford City   | 65         | 2          |                 | 7               | 0               |                    | -                  | -                  |             | 3           | 0           | 75     | 2      |
| Totale carriera       | Totale carriera       | Totale carriera       | 314+       | 7+         |                 | 36+             | 0+              |                    | -                  | -                  |             | 15          | 1           | 365+   | 8+     |

### Cronologia presenze e reti in nazionale
| Cronologia completa delle presenze e delle reti in nazionale ― Montserrat | Cronologia completa delle presenze e delle reti in nazionale ― Montserrat | Cronologia completa delle presenze e delle reti in nazionale ― Montserrat | Cronologia completa delle presenze e delle reti in nazionale ― Montserrat | Cronologia completa delle presenze e delle reti in nazionale ― Montserrat | Cronologia completa delle presenze e delle reti in nazionale ― Montserrat | Cronologia completa delle presenze e delle reti in nazionale ― Montserrat | Cronologia completa delle presenze e delle reti in nazionale ― Montserrat |
| Data                                                                      | Città                                                                     | In casa                                                                   | Risultato                                                                 | Ospiti                                                                    | Competizione                                                              | Reti                                                                      | Note                                                                      |
| ------------------------------------------------------------------------- | ------------------------------------------------------------------------- | ------------------------------------------------------------------------- | ------------------------------------------------------------------------- | ------------------------------------------------------------------------- | ------------------------------------------------------------------------- | ------------------------------------------------------------------------- | ------------------------------------------------------------------------- |
| 13-10-2019                                                                | Lookout                                                                   | Montserrat                                                                | 0 – 2                                                                     | El Salvador                                                               | CONCACAF Nations League 2019-2020 - Fase a gironi                         | -                                                                         |                                                                           |
| 15-10-2019                                                                | Santo Domingo                                                             | Rep. Dominicana                                                           | 0 – 0                                                                     | Montserrat                                                                | CONCACAF Nations League 2019-2020 - Fase a gironi                         | -                                                                         |                                                                           |
| 17-11-2019                                                                | San Salvador                                                              | El Salvador                                                               | 1 – 0                                                                     | Montserrat                                                                | CONCACAF Nations League 2019-2020 - Fase a gironi                         | -                                                                         |                                                                           |
| 19-11-2019                                                                | Gros Islet                                                                | Saint Lucia                                                               | 0 – 1                                                                     | Montserrat                                                                | CONCACAF Nations League 2019-2020 - Fase a gironi                         | 1                                                                         |                                                                           |
| 29-3-2021                                                                 | Willemstad                                                                | Montserrat                                                                | 1 – 1                                                                     | El Salvador                                                               | Qual. Mondiali 2022                                                       | -                                                                         | 21’                                                                       |
| 2-6-2021                                                                  | San Cristóbal                                                             | Montserrat                                                                | 4 – 0                                                                     | Isole Vergini Americane                                                   | Qual. Mondiali 2022                                                       | 1                                                                         |                                                                           |
| 9-6-2021                                                                  | Saint George's                                                            | Grenada                                                                   | 1 – 2                                                                     | Montserrat                                                                | Qual. Mondiali 2022                                                       | -                                                                         |                                                                           |
| 3-7-2021                                                                  | Fort Lauderdale                                                           | Trinidad e Tobago                                                         | 6 – 1                                                                     | Montserrat                                                                | Qual. Gold Cup 2021                                                       | -                                                                         | 20’                                                                       |
| 5-6-2022                                                                  | Santo Domingo                                                             | Montserrat                                                                | 1 – 2                                                                     | Guyana                                                                    | CONCACAF Nations League 2022-2023 - Fase a gironi                         | -                                                                         |                                                                           |
| 7-6-2022                                                                  | Santo Domingo                                                             | Haiti                                                                     | 3 – 2                                                                     | Montserrat                                                                | CONCACAF Nations League 2022-2023 - Fase a gironi                         | -                                                                         |                                                                           |
| 12-6-2022                                                                 | Santo Domingo                                                             | Montserrat                                                                | 3 – 2                                                                     | Bermuda                                                                   | CONCACAF Nations League 2022-2023 - Fase a gironi                         | -                                                                         |                                                                           |
| 25-3-2023                                                                 | Lookout                                                                   | Montserrat                                                                | 0 – 4                                                                     | Haiti                                                                     | CONCACAF Nations League 2022-2023 - Fase a gironi                         | -                                                                         |                                                                           |
| 29-3-2023                                                                 | Saint Michael                                                             | Guyana                                                                    | 0 – 0                                                                     | Montserrat                                                                | CONCACAF Nations League 2022-2023 - Fase a gironi                         | -                                                                         |                                                                           |
| Totale                                                                    |                                                                           | Presenze                                                                  | 13                                                                        |                                                                           | Reti                                                                      | 2                                                                         |                                                                           |